# Elsa Barraine
Elsa Jacqueline Barraine (París, 13 de febrero de 1910-Estrasburgo, 20 de marzo de 1999) fue una compositora de música clásica francesa, perteneciente al periodo posterior del movimiento neoclásico de Les Six, Ravel y Stravinsky. A pesar de ser considerada como una de "los destacados compositores franceses de mediados del siglo XX", en la actualidad la música de Barraine raramente es interpretada. Ganó el Prix de Rome en 1929 por La vierge guerrière, una trilogía sagrada llamada Joan of Arc (español: Juana de Arco), y fue la cuarta mujer en recibir este prestigioso premio (después de Lili Boulanger en 1913, Marguerite Canal en 1920 y Jeanne Leleu en 1923).

## Biografía
Elsa Jacqueline Barraine nació en París, hija de Alfred Barraine violonchelista principal de la Orquesta de Ópera. Elsa Barraine comenzó a estudiar piano desde muy chica. Asistió al Conservatorio de París y estudió composición con Paul Dukas, cuya impresionante lista de estudiantes incluye a Yvonne Desportes, Maurice Duruflé, Claude Arrieu y Olivier Messiaen. Barraine y Messiaen eran buenos amigos a lo largo de sus vidas, y tuvieron contando muy frecuentemente. Barraine ganó el Primer Premio en armonía en el Conservatorio a los quince años (1925) y luego en Fuga y acompañamiento cuando tenía diecisiete años (1927). En 1929 ganó el Premio de Roma por su cantata La vierge guerrière, convirtiéndose en la cuarta mujer ganadora de aquel galardón. Su pieza Harald Harfagard (1930), variaciones sinfónicas basado en la poesía de Heinrich Heine, fue la primera composición de Barraine que obtuvo reconocimiento público. Este fue su primer trabajo de muchos para inspirarse en la literatura, como el posterior Avis (1944) y L'homme sur terre (1949), ambos basados en textos de Paul Éluard.
Barraine trabajó en la Radio Nacional Francesa desde 1936 hasta 1940 como pianista, grabadora de sonido, y jefa de canto, después de la Segunda Guerra Mundial siguió trabajando como mezcladora de sonido. Durante la guerra, Barraine estuvo muy involucrada en la Resistencia Francesa y fue miembro del Frente Nacional de Músicos. Entre 1944 y 1947 ocupó el cargo de Directora de Grabación en la conocida discográfica Le Chant du Monde. En 1953 ingresó en el Conservatorio de París, donde enseñó análisis y lectura a primera vista hasta 1972. Fue entonces cuando el Ministerio de Cultura la nombró Director de Música, dándole a su cargo todos los teatros líricos nacionales franceses.

### Resistencia francesa
Elsa Barraine era un miembro activo del Frente Nacional de Músicos, una organización de músicos implicados en la Resistencia francesa durante la ocupación alemana entre 1940 y 1944. Los principales objetivos de la organización figuraban en su revista Musiciens d'Aujourd'hui, organizaban conciertos de música francesa nueva y prohibida, para apoyar a los músicos judíos ofreciendo refugio o dinero para organizar actividades antialemanas y anti-colaboracionistas, y para participar en cualquier y todas forma de rebelión musical. El director francés Roger Désormière, Les Six, Louis Durey, y Barraine lanzaron un "manifiesto para 'la defensa de la música francesa' contra cualquier colaboración con los nazis". Su fuerte participación en la Resistencia fue particularmente valiente, considerando el hecho de que parece tener antecedentes judíos.